# Liten daglilja
Liten daglilja (Hemerocallis minor) är en växtart i familjen dagliljeväxter. Arten förekommer naturligt i Sibirien, Mongoliet, Korea och Kina. Den växter på gräsmarker och stäpp. I Kina odlas arten för sina ätliga blommor. Liten daglilja odlas ibland som trädgårdsväxt i Sverige. 
Liten daglilja är en flerårig ört med blad som vissar ner vintertid. Rötterna är rep-lika och har inga förtjockade delar som många andra arter har. Bladen är linjära, 20–60 cm långa och 3–15 mm breda. Blomstjälken är något kortare än bladen, den är ogrenad eller med en förgrening, tunn och solid. Blomställningen är ett kort skruvat knippe med 2–3 samlingar blommor, varje samling med 1–2 blommor. Blommorna är doftlösa och öppnar sig på kvällen för att vara i 1–2 dygn. Hyllebladen är citrongula, 4–7,5 cm långa, de inre är bredare än de yttre. Blompipen blir 1–3 cm lång, den är vanligen grönaktig. Ståndarknapparna är gula, ibland delvis purpursvarta. Frukten är en elliptisk kapsel, 2–3 cm lång, 1–2 cm bred. Liten daglilja blommar i juli och blommar ibland om på hösten.
Arten liknar gul daglilja (H. lilioasphodelus) som dock är en mycket större planta med uppsvällda rötter, välförgrenade blomställningar och doftande blommor. Gul daglilja börjar blomma cirka 10 dagar tidigare.

## Hybrider
Den primära hybriden med doftdaglilja (H. thunbergii) har fått det vetenskapliga namnet Hemerocallis ×elmense.

## Synonymer
- Hemerocallis flava var. minor (Mill.) M.Hotta
- Hemerocallis graminea Andrews
- Hemerocallis graminea Schlecht.
- Hemerocallis graminifolia Schlecht.
- Hemerocallis lilioasphodelus subsp. minor (Mill.) Z.T. Xiong
- Hemerocallis pumila Salisb.
- Hemerocallis sulphurea Nakai